# ヘッセン＝カッセル方伯領

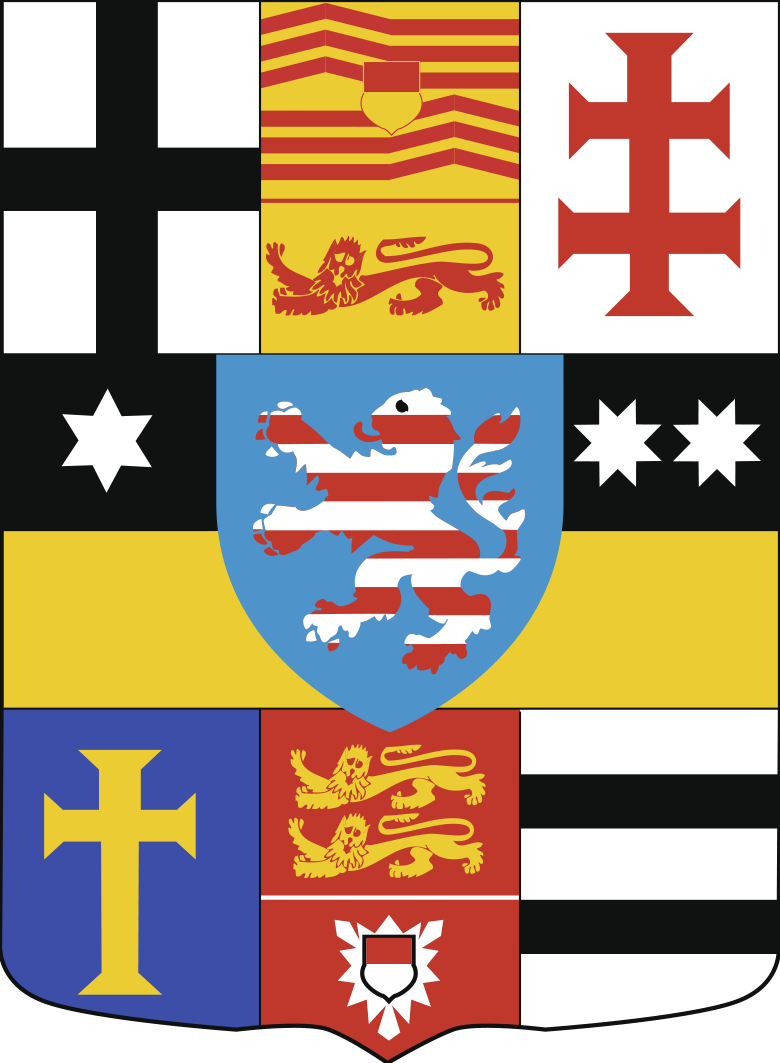
ヘッセン選帝侯の紋章

ヘッセン＝カッセル方伯領
（1567年 - 1803年）
ヘッセン選帝侯領
（1803年 - 1866年）
Landgrafschaft Hessen-Kassel (ドイツ語)
Kurfürstentum Hessen (ドイツ語)

1789年のヘッセン＝カッセル（焦茶色で示された地域）

ヘッセン＝カッセル方伯領（ドイツ語: Landgrafschaft Hessen-Kassel）は、神聖ローマ帝国の領邦国家である。1567年のヘッセン方伯フィリップ1世の死に伴うヘッセン方伯領の分割相続によって成立した。フィリップ1世の長男ヴィルヘルム4世がヘッセン方伯領の北半地域を相続分として確保し、首都をカッセルに置いたためこの名称で呼ばれる。ヴィルヘルム4世の3人の弟達はそれぞれヘッセン＝マールブルク、ヘッセン＝ラインフェルス、ヘッセン＝ダルムシュタットの3つの方伯領を創設している。
ヘッセン＝カッセル方伯領は1803年にヘッセン選帝侯国（Kurfürstentum Hessen）に改名した。しかし選帝侯国はナポレオン戦争中にフランス軍に占領され、その領土はフランスの衛星国であるヴェストファーレン王国に組み込まれた。ヘッセン選帝侯は1813年にその地位と領土を回復し、ドイツ連邦に加盟した。普墺戦争後の1866年にヘッセン選帝侯国はプロイセン王国に併合され、ヘッセン＝ナッサウ県を構成した。

## 歴史
ヘッセン家の人々はわずかな例外を除き、宗教改革初期以来の敬虔なプロテスタント信徒の家系であった。フィリップ1世、モーリッツ、ヴィルヘルム5世はいずれもフス派のボヘミア王イジーの血を引く女性と結婚している。またヴィルヘルム6世以後、歴代のヘッセン＝カッセル家の当主の母親は、全員がカルヴァン派信徒で八十年戦争を開戦期に指導したオラニエ公ウィレム1世（沈黙公）の子孫である。
ヘッセン＝カッセル方伯モーリッツは1604年、嗣子のないまま死んだ叔父のルートヴィヒ4世からヘッセン＝マールブルク方伯領を相続し、ヘッセン＝カッセルの領域を大きく拡げた。しかし、強引な領土相続に従弟のヘッセン＝ダルムシュタット方伯ルートヴィヒ5世が反感を抱き、これが紛争の幕開けとなった。1627年にモーリッツが退位、領土の一部を割譲して一旦決着が着いた。
三十年戦争中、カルヴァン派領邦であるヘッセン＝カッセルは、ドイツ諸邦の中で最もスウェーデンに忠実な同盟者であった。ヴィルヘルム5世、そして1637年にヴィルヘルム5世の死後に摂政となった未亡人アマーリエ・エリーザベト（Amalie Elisabeth von Hanau-Münzenberg）は、プロテスタントの大義とそれを擁護するフランス、スウェーデンを支持し、ヘッセン＝カッセルをカトリックの皇帝軍に占領されながらも、軍隊を保持して数多くの要塞で防戦を行った。ヘッセン＝マールブルク方伯領の問題にも介入、ヘッセン＝ダルムシュタット方伯ゲオルク2世とヘッセン戦争を起こし、1648年に改めてヘッセン＝マールブルク方伯領を分割、獲得した。
1730年から1751年の間、方伯フリードリヒ1世がスウェーデン王位にあったため、ヘッセン＝カッセルとスウェーデンは人的同君連合の関係にあった。フリードリヒ1世は治世中スウェーデンにいたため、ヘッセン＝カッセルを実際に統治していたのは弟の摂政ヴィルヘルム8世（兄の死後に方伯を継ぐ）であった。
ドイツ諸侯が他の諸侯に自邦の軍隊を貸与することは一般的な慣習だったが、17世紀から18世紀のヘッセン＝カッセル方伯は軍隊を傭兵として貸し出すことで悪名を高くした。18世紀を通じ、ヘッセン＝カッセルの人口の7％以上が軍務に就いていた。ヘッセン＝カッセル方伯の軍隊は他のヨーロッパ諸国の傭兵市場の供給源となっていた。方伯フリードリヒ2世は、義理の甥にあたるハノーファー選帝侯兼イギリス王ジョージ3世にアメリカ独立戦争に投入するためのヘッセン＝カッセル傭兵軍を貸し出したことで有名である。このためアメリカ人はイギリス政府に雇われたドイツ人傭兵たちを「ヘシアン」 (Hessian) と呼ぶようになった。フリードリヒ2世はイギリス政府に傭兵を貸与して得た報酬で豪勢な暮らしを送り、次代のヴィルヘルム9世はこの巨富の運用をマイアー・アムシェル・ロートシルトに任せたことでロスチャイルド家の発展の礎が築かれた。
17世紀中、分割相続制の伝統を維持するヘッセン＝カッセルには、領邦内にいくつかの分領が成立したが、これらの分領は独立した領邦ではなかった。
- ヘッセン＝ローテンブルク (en)
- ヘッセン＝ヴァンフリート (en)
- ヘッセン＝フィリップスタール（Hessen-Philippsthal）
- ヘッセン＝フィリップスタール＝バルヒフェルト（Hessen-Philippsthal-Barchfeld）

こうした分領は相続人が絶えると、本家のヘッセン＝カッセル方伯領に回収された。しかしヘッセン選帝侯国の消滅する1866年まで存続した分領も存在した。
1803年のドイツ領邦の陪臣化に伴ってドイツ諸国家が再編されていく中で、ヘッセン＝カッセル方伯はヘッセン選帝侯に昇格し、方伯ヴィルヘルム9世は選帝侯ヴィルヘルム1世となった。新しく成立した選帝侯領は「クーアヘッセン」（Kurhessen）とも呼ばれたが、一般的には以前の呼称であるヘッセン＝カッセルで呼ばれていた。
1806年、ヴィルヘルム1世はプロイセン王国を支援した罰としてナポレオンに領国を没収され、カッセルはナポレオンの末弟ジェローム・ボナパルトが統治する新国家ヴェストファーレン王国の首都になった。ヴィルヘルム1世はナポレオンが失脚した1813年に復位することができた。この時には既に神聖ローマ帝国が消滅していたが、ヴィルヘルム1世は選帝侯の称号のままで通し、ヘッセン大公の称号を得た旧ヘッセン＝ダルムシュタット方伯の下位に甘んじた。1815年以後、ヘッセン選帝侯国はドイツ連邦に参加した。
ヘッセン選帝侯フリードリヒ・ヴィルヘルム1世は普墺戦争で敗れたオーストリア帝国の側に就き、ヘッセン選帝侯国は1866年にプロイセンに併合された。ヘッセン選帝侯国は同時にプロイセンに併合されたナッサウ公国、フランクフルト自由市とともにプロイセン領ヘッセン＝ナッサウ県を構成した。
1918年、ヘッセン＝カッセル方伯家の一員でドイツ皇帝ヴィルヘルム2世の義弟であるヘッセン＝ルンペンハイム家のフリードリヒ・カールは、親独的なフィンランド政府の下でフィンランド王に選出されたが、実際に統治することは叶わなかった。
同じ1918年、ドイツの共和制移行に伴ってヘッセン＝ナッサウを含むプロイセン王国領はプロイセン自由州となった。1944年から1945年の短い期間、ナチス・ドイツ政府はプロイセン州を細かく分割し、旧ヘッセン＝カッセル地域をクーアヘッセン県 (en) としていた。1946年より、ヘッセン＝カッセルはドイツ連邦共和国（西ドイツ）のヘッセン州の一部になった。
1968年にヘッセン＝ダルムシュタット家が断絶すると、ヘッセン＝カッセル家家長はヘッセン家全体の家長となった。なお、現在のヘッセン家家長は、ヘッセン＝カッセル家分家であったヘッセン＝ルンペンハイム家当主である。

## ヘッセン＝カッセルの統治者

### ヘッセン＝カッセル方伯
- ヴィルヘルム4世（在位：1568年 - 1592年）
- モーリッツ（在位：1592年 - 1627年）
- ヴィルヘルム5世（在位：1627年 - 1637年）
- ヴィルヘルム6世（在位：1637年 - 1663年）
- ヴィルヘルム7世（在位：1663年 - 1670年）
- カール（在位：1670年 - 1730年）
- フリードリヒ1世（在位：1730年 - 1751年、スウェーデン王フレドリク1世）
- ヴィルヘルム8世（在位：1751年 - 1760年）
- フリードリヒ2世（在位：1760年 - 1785年）
- ヴィルヘルム9世（在位：1785年 - 1821年、1803年よりヘッセン選帝侯ヴィルヘルム1世）

### ヘッセン選帝侯
- ヴィルヘルム1世（在位：1803年 - 1821年）
- ヴィルヘルム2世（在位：1821年 - 1847年）
- フリードリヒ・ヴィルヘルム1世（在位：1847年 - 1866年）

### ヘッセン＝カッセル家家長
- フリードリヒ・ヴィルヘルム1世（在位：1847年 - 1875年）
- フリードリヒ・ヴィルヘルム（2世）（在位：1875年 - 1884年）
- フリードリヒ・ヴィルヘルム（3世）（在位：1884年 - 1888年）
- アレクサンダー・フリードリヒ（在位：1888年 - 1925年）
- フリードリヒ・カール（在位：1925年 - 1940年）
- フィリップ（在位：1940年 - 1980年）
- モーリッツ（在位：1980年 - 2013年） - 1968年よりヘッセン大公家家長
- ハインリヒ・ドナトゥス（在位：2013年 - ） - ヘッセン家家長